# Sturmbrauerei

Sturmbrauerei

Die Familiengrabstätte auf dem alten Friedhof

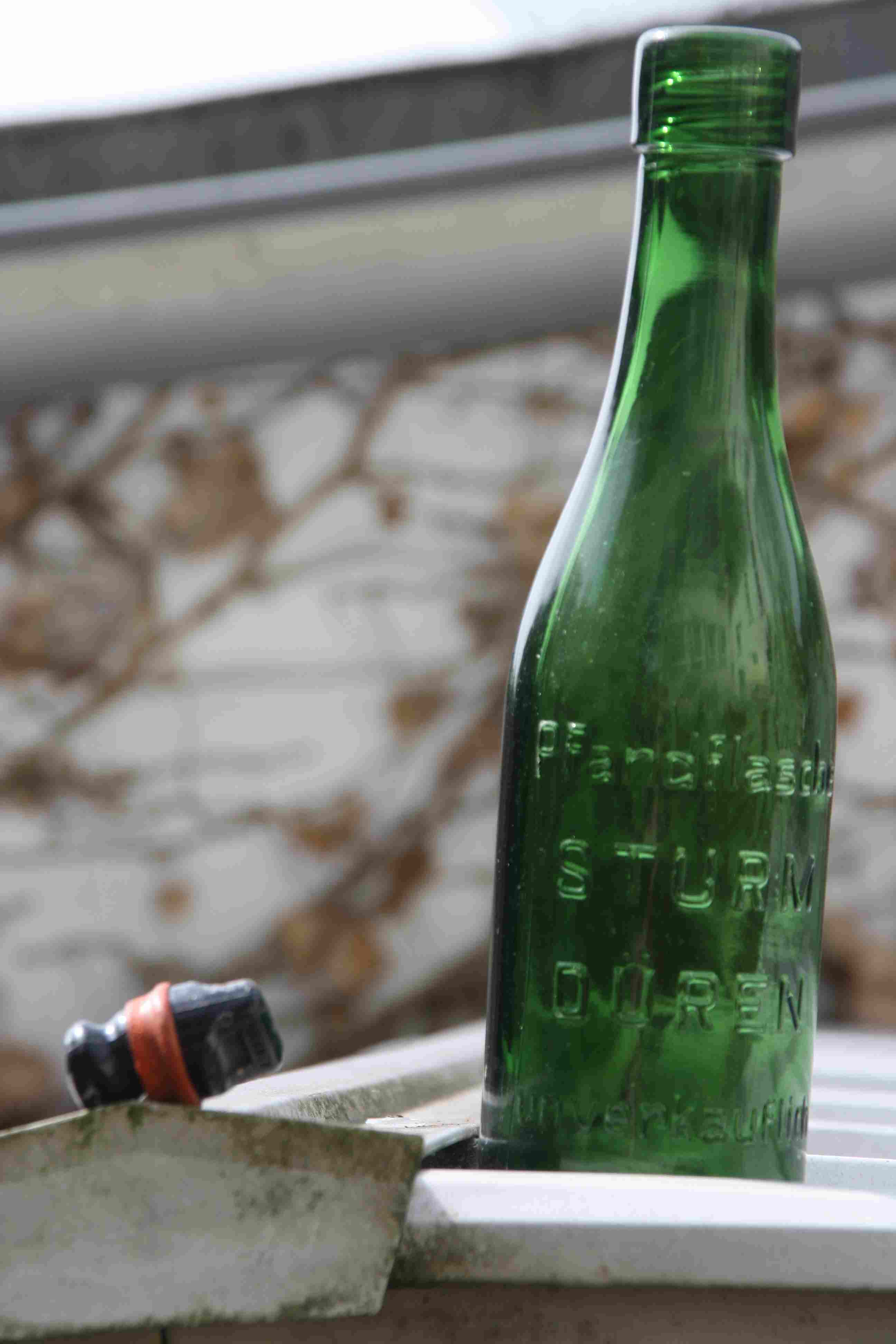
Eine Flasche aus der Brauerei

Die Sturmbrauerei war eine Bierbrauerei in der Frankenstraße 82 in der Kreisstadt Düren in Nordrhein-Westfalen.

## Geschichte
Durch Überlieferung ist bekannt, dass die Brauerei schon 1767 gegründet wurde, belegbar ist aber erst eine Gründung im Jahre 1852.
Arnold Sturm verkaufte im Jahre 1858 seine Schankwirtschaft „Zur Eule“ in der Dürener Kämergasse. Schon im Oktober 1852 kaufte er das Gebäude Weierstraße 1–3, den Ratskeller. Dort betrieb er eine Restauration und braute im Hintergebäude Bier. Wilhelm Sturm und seine Frau Anna Cäcilia Herriger übernahmen den Betrieb von Vater Arnold Sturm. Bis zum 31. Dezember 2001 befand sich im ehemaligen Ratskeller ein Restaurant.

### Nach dem Deutsch-Französischen Krieg
Im Januar 1875 baute Wilhelm eine Dampfbierbrauerei auf dem Grüneberg im Südosten der Stadt. Im Westen grenzte das Gelände an die Ziegelei der Geschwister Prym. Der „Grüneberg“, eigentlich eine Terrasse der Rur, wurde später auch Markenname für verschiedene Getränke. Das erste im Betriebsgelände zwischen der Eberhard-Hoesch-Straße und Frankenstraße (früher Teil der Bonner Straße) gebraute Getränk war das „Grünberger Pils“.
1885 baute man für die Brauerei die erste Eis- und Kühlmaschine dieser Art in Düren. Vorher musste Eis im Winter aus den umliegenden Weihern geholt, mit Pferdefuhrwerken zur Brauerei gebracht und dort in Eiskellern verwahrt werden. Da das Bier nicht bei einer Außentemperatur von mehr als +10 °C gelagert werden konnte, war die elektrisch betriebene Eis- und Kühlmaschine ein enormer technischer Fortschritt.
Wilhelm Sturm starb 1897. Das Brauereigeschäft übernahm der erst 21 Jahre alte Sohn Carl. 1903 hat die Witwe von Wilhelm die Anteile der Brauerei unter ihren acht Kindern aufgeteilt. Ein schwerer Schlag für die Firma war ein Großbrand am 10. Oktober 1911, der große Teile des Betriebes zerstörte. Nach dem Wiederaufbau wurde die Brauerei um 1920 um eine Brennerei erweitert. Die Firma wurde umgewandelt in die Sturm-Brauerei und Brennerei GmbH, Malzfabrik, Likörfabrik und Weinkellerei. Neben Kornbrand wurden auch Weinbrand und Liköre hergestellt. Zur Herstellung dieser Vielzahl von Getränken waren zusätzliche Betriebsgebäude erforderlich. Es entstanden eine Mälzerei, eine Brennerei, eine Destillerie und eine Weinkellerei.
Neben den vorgenannten Getränken wurden klare Frischgeist-Limonade, naturtrübe Frischgeist-Limonade und Grünberger Tafelwasser hergestellt. Die Landwirte der Umgebung holten sich den Treber aus der Brauerei und die Schlempe aus der Brennerei, beides Abfallprodukte, als hochwertiges Viehfutter ab.
Man stellte, wie die ehemalige Geschäftsführerin in ihrer kölschen Muttersprache sagte, „alles her, wat mer suffe konnt“ (alles her, was man trinken konnte).
Zum Beginn des Zweiten Weltkrieges wurde im Keller des Hauptgebäudes für die Bevölkerung von Düren-Süd ein Luftschutzkeller eingerichtet. Bei der Brauerei Sturm waren damals 32 Personen beschäftigt. Beim Luftangriff auf Düren am 16. November 1944 wurden die Brauerei völlig und die Brennerei teilweise zerstört. Carl Sturm zog aufgrund der Zerstörungen zu seinem jüngsten Bruder Josef Sturm nach Köln-Gremberghoven.
Bei dem Luftangriff starben die Familien Fritz und Wilhelm Sturm. Carl Werner Sturm, der von seinem Onkel nach Düren geholt worden war, begrub die Toten im Familiengrab auf dem alten katholischen Friedhof zwischen der Kölnstraße und der Bergstraße. Das Grabmal wurde 1890 vom damaligen Kölner Architekten Vincenz Statz entworfen.

### Nach dem Zweiten Weltkrieg
Unmittelbar nach Ende des Zweiten Weltkrieges (8. Mai 1945) begannen fünf ehemalige Mitarbeiter mit der Entschuttung und dem Wiederaufbau. Während des Wiederaufbaus wurde in einer Nacht die gesamte Brauanlage gestohlen, denn sie war aus Kupfer hergestellt und hat sicherlich einen guten Schrottpreis erbracht. Der Seniorchef beschloss, die Brauerei nicht wieder in Betrieb zu nehmen.
1947/48 wurde das schwarze Holzhaus auf dem Betriebsgelände an der Eberhard-Hoesch-Straße erbaut, welches heute noch besteht. 1948 zog Carl Sturm in eine Haushälfte ein. Er hatte nach dem Krieg eine Wohnung in der Paradiesstraße 6b gefunden. 1949 begann die Sturm-Brauerei und Brennerei GmbH wieder mit dem Verkauf von Spirituosen in kleinerem Rahmen. 1949/1950 baute Carl Sturm zwei Werkswohnungen auf dem Betriebsgelände. In eine zog sein Neffe Carl Werner Sturm ein, der 1950 die aus Köln stammende Dorit Liesegang heiratete. Die andere Wohnung bezog ein Destillateur aus der Firma.
Am 9. Mai 1952 verstarb Carl Sturm. Die Geschäfte führte sein Neffe Carl Werner Sturm weiter. Er baute die Firma ständig weiter aus. 1953 begann er wieder mit der Herstellung von Limonade und Tafelwasser. An Hausbesitz kamen mehrere Gebäude in Düren dazu. Da kein eigenes Bier mehr gebraut wurde, verkaufte man das Bier der Brauerei Rhenania aus Krefeld und Felsquell-Bier aus Monschau.
Am 20. Mai 1983 wurde der letzte Kornbranntwein gebrannt. Damit war der Betrieb der Brennerei Sturm eingestellt. Am 26. Juli 1996 starb Carl Werner Sturm. Die Geschäfte der GmbH, wie z. B. die Verwaltung des Grundbesitzes, führte seine Frau Dorit Sturm bis zum 31. März 2005.
Das Brauereigelände mit allen Gebäuden wurde zu Beginn des 21. Jahrhunderts geschleift. Die Brauerei und Brennerei Sturm besteht seit dem 1. Februar 2001 nicht mehr. Lediglich eine Getreidemühle wurde erhalten. Sie steht heute im Park des Privathauses der Familie Sturm. Dort werden auch einige Erinnerungsstücke aufbewahrt. Auf dem ehemaligen Betriebsgelände sind moderne Wohnhäuser entstanden. In Erinnerung an die Sturmbrauerei hat man die Erschließungsstraße Sturmsberg benannt. Der ansteigende Teilbereich der Frankenstraße wird heute im Volksmund immer noch Sturmsberg genannt.
Das Bier der Firma Sturm wurde u. a. in einer 0,33 l fassenden grünen Glasreliefflasche verkauft, die einen heute nicht mehr produzierten Drehverschluss hatte. Nach der Schließung der Brauerei wurden in diesen Flaschen auch Limonaden und Tafelwasser abgefüllt.
Mit dem Abbruch der Brauerei wurde im Januar 2000 begonnen.